# 冰雪女王
《冰雪女王》（丹麥語：Snedronningen）是著名丹麥作家安徒生在《安徒生童話》系列中创作的著名童话故事，1844年12月21日在《新童话》第一卷第二集（丹麦语：Nye Eventyr. Første Bind. Anden Samling）中首次出版。故事围绕着格尔达和她的朋友凯所经历的善与恶之间的斗争展开。《冰雪女王》也是安徒生童話中篇幅最長、人物最多的故事之一。

## 故事簡介
由于篇幅长，分成七段来叙述：
- 魔镜碎片：有一个恶魔打造了一个魔镜——好的事物照不到，坏的事物却照得很明显。恶魔打破魔镜，使得镜子碎片散落各处。这些碎片虽然细小，却能使人变得邪恶无情，尤其是割入心坎里时。有些版本直接说魔镜是冰雪女王打破的，恶魔并不存在。
- 青梅竹马：城中有一对毗邻居住的青梅竹马，凯和吉尔达。他们在夏天时尽情在花园中游玩，种玫瑰花，冬天时则住在老祖母家里。一个冬天，他们开玩笑说如果冰雪女王到家里来便会把她放到火炉上烤融掉。后来，起了一场暴风雪，一块魔镜碎片刺入了凯的眼睛，使他的心肠变得冷酷。他对吉尔达十分冷淡。凯在与朋友乘雪橇时，又起了暴风雪，冰雪女王乘机将凯接走，并以她的吻使他完全忘记吉尔达。
- 魔幻花园：吉尔达为了得到凯的消息，问天问地，也为了得到河流的回答，将新鞋子脱了送入河里。寻找凯的途中，她来到了一座终年如夏的花园，这座花园的主人对吉尔达很友善，将花园弄得百花盛开，就为了挽留吉尔达。但吉尔达隔天寻花觅草，看见了她和凯曾经种过的玫瑰花，又想起了凯。她乘机逃走，发现花园外已是秋天。
- 王子伉俪：吉尔达再次踏上了寻找凯的路程。途中，她碰到了一群乌鸦，便问它们有没有凯的消息。乌鸦以为她指的是王子，便把她偷偷带到了王宫内。虽然他们终究被发现，但王子伉俪对吉尔达的遭遇十分同情，便赠与她华丽的服装与黄金打造的轿子，送她继续上路。
- 强盗女儿：途中，吉尔达遭打劫，强盗母亲与拿着匕首想刺死吉尔达的强盗女儿为了她起争执。强盗女儿将吉尔达和其他被掠夺的动物绑在一起，并威胁吉尔达不要出声，否则就要把她杀了。吉尔达向强盗女儿诉说了她的苦衷，令强盗女儿十分感动，也让知道凯下落的动物们纷纷发声。一只驯鹿自愿要将吉尔达送去冰雪女王曾出没的萨米地区，强盗女儿便放他们走了。
- 两位老妇：吉尔达乘着驯鹿抵达萨米，受到了一位老妇的照顾。老妇送给她一条鱼干，上面写着几个字，让吉尔达带去给她在芬兰的老亲戚。那位芬兰老妇透露道，吉尔达的坚强意志力必定能使她找到凯。吉尔达兴奋得连手套、靴子等都没穿好便往冰雪宫殿奔去。
- 冰雪宫殿与后话：冰雪女王叫凯拼出“永远”的字母以放他走，但他因为心肠冰冷而无法做到（有些版本则说冰雪女王则是要凯将魔镜碎片整理并重新拼在一起）。吉尔达经历千辛万苦，终于抵达冰雪宫殿。她以爱融化了凯的心，这对青梅竹马再次团聚。随着春夏天的到来，他们过上了幸福快乐的生活。

## 改編作品
- 《冰雪女王》：1980年小說，原名The Snow Queen，作者Joan D. Vinge
- 《冰雪女王》：2002年電影，胡大為導演的作品
- 《雪之女王》（2005年日本電視動畫）—雪之女王
- 《冰雪奇緣》（2013年迪士尼动画制作的美国动画电影）—艾莎

以上兩個版本的冰雪女王的共通點在於：她們都不是反派，同樣帶有濃烈的反英雄色彩。
- Wizart Animation制作的俄羅斯動畫電影系列
  - 《冰雪女王（英语：The Snow Queen (2012 film)）》（2012年）
  - 《冰雪女王2（英语：The Snow Queen 2）》（2014年）
  - 《冰雪女王3：火與冰（英语：The Snow Queen 3: Fire and Ice）》（2016年）
  - 《冰雪女王4：魔鏡世界（俄语：Снежная Королева: Зазеркалье）》（2018年）
- 《冰雪女王》:2014年德國製作的電視電影[1]，曾於2015年作為和平紀念日特別節目在臺灣公共電視臺播出。
- 《童話小鎮》第四季（2014年美國電視劇）—英格麗（冰雪女王）

（此電視劇版本為「冰雪女王」和《冰雪奇緣》中的「艾莎」共同演出，為兩個不同的角色。）
- 《狩獵者：凜冬之戰》：2016年電影，美國奇幻動作冒險片

## 參照
與雪之女王接近的角色有：日本傳說中善惡不定的妖怪雪女、和英國奇幻文學納尼亞傳奇作品第一部當中的反派首领白女巫。

## 外部連結
- The ballet of The Snow Queen